# Timna Nelson-Levy

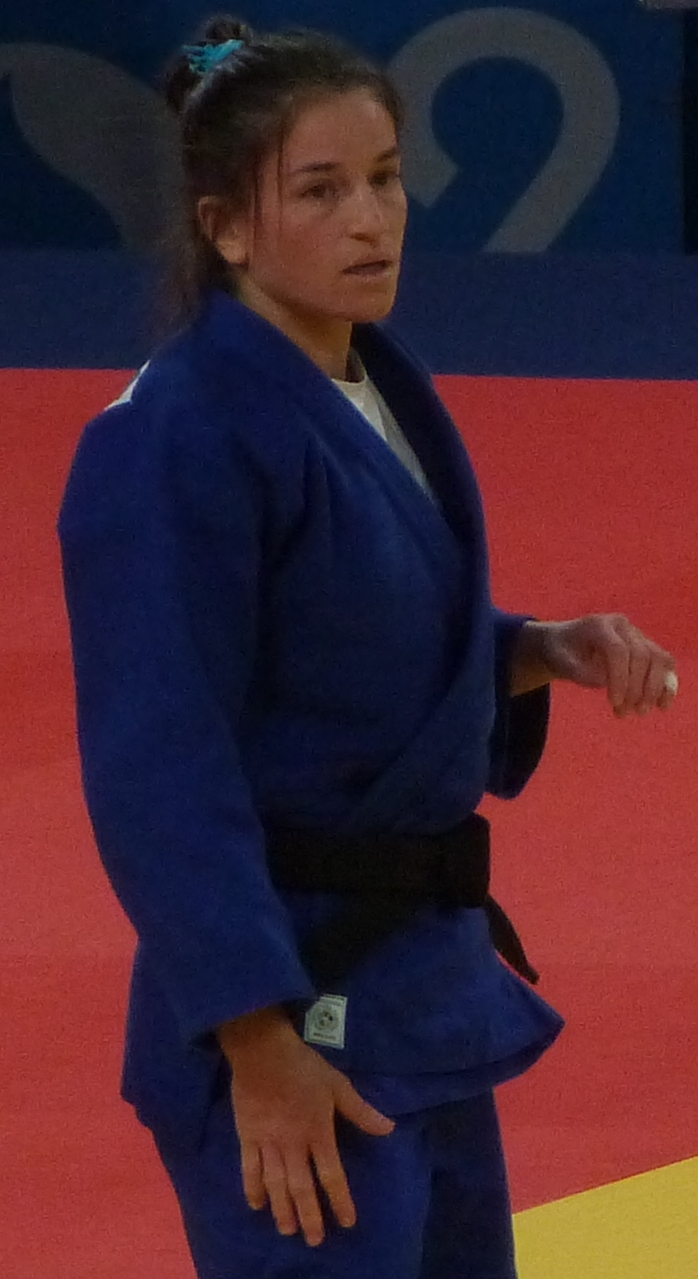
Timna Nelson-Levy bei den Olympischen Spielen 2024

Timna Nelson-Levy (* 7. Juli 1994 in Jerusalem) ist eine israelische Judoka. Die Europameisterschaftsdritte von 2016 gewann 2021 mit der israelischen Mannschaft eine olympische Bronzemedaille. 2022 wurde sie Europameisterin.

## Sportliche Karriere
Timna Nelson-Levy kämpft im Leichtgewicht, der Gewichtsklasse bis 57 Kilogramm. 2014 war sie Fünfte der Junioren-Weltmeisterschaften. Bei den Europameisterschaften 2016 in Kasan unterlag sie im Viertelfinale Nora Gjakova aus dem Kosovo. Mit Siegen über die Deutsche Viola Wächter und die Französin Hélène Receveaux erkämpfte Timna Nelson-Levy eine Bronzemedaille.
2017 gewann sie ihren einzigen israelischen Meistertitel. Bei den Europameisterschaften 2017 belegte sie den siebten Platz. 2018 schied sie bei den Europameisterschaften im Achtelfinale aus wie auch bei den im Rahmen der Europaspiele 2019 ausgetragenen Europameisterschaften 2019.
Anfang 2021 siegte sie beim Grand Slam in Tel Aviv. Bei den Europameisterschaften 2021 erreichte sie genauso den siebten Platz wie bei den 2021 ausgetragenen Olympischen Spielen in Tokio. Im Mixed-Mannschaftswettbewerb gewann die israelische Mannschaft eine Bronzemedaille. In der ersten Runde des Mixed-Wettbewerbs unterlag Nelson-Levy der Italienerin Odette Giuffrida, die israelische Mannschaft siegte aber mit 4:3. Im Viertelfinale gegen Frankreich bezwang sie Sarah Léonie Cysique, Frankreich siegte aber mit 4:3. In der Hoffnungsrunde besiegte sie im sechsten Kampf die Brasilianerin Larissa Pimenta und Israel gewann mit 4:2. Schließlich erzielte sie durch einen Sieg über die Russin Darja Meschezkaja den vierten und entscheidenden Punkt im Kampf um Bronze.
2022 erreichte Nelson-Levy bei zwei Grand-Slam-Turnieren den dritten Platz. Im April 2022 besiegte sie im Finale der Europameisterschaften in Sofia die Französin Sarah Léonie Cysique. Bei den Weltmeisterschaften 2022 in Taschkent belegte Nelson-Levy den fünften Platz, gewann aber mit dem Team eine Bronzemedaille. 2023 gewann sie den israelischen Meistertitel. Bei den Europameisterschaften in Montpellier wurde sie Siebte. Im April 2024 fanden die Europameisterschaften in Zagreb statt. Timna Nelson-Levy unterlag im Viertelfinale der Ukrainerin Darja Bilodid. Mit Siegen über die beiden Deutschen Seija Ballhaus und Pauline Starke erkämpfte die Israelin eine Bronzemedaille. Bei den Olympischen Spielen 2024 in Paris schied sie im Achtelfinale aus.